# سامی الجابر

سامی جابر (عربی: سامي عبدالله الجابر) (متولد ۱۱ دسامبر ۱۹۷۲، در ریاض، عربستان سعودی) مهاجم بازنشسته فوتبال عربستان است که بیشتر دوران محبوبیتش را در تیم باشگاه فوتبال الهلال عربستان بازی کرد. او در ۴ دوره جام جهانی فوتبال شرکت کرد که در آنها سه گل به ثمر رساند. او اولین آسیایی است که توانسته در یک دوره جام جهانی بیش از یک گل (دو گل) به ثمر برساند.
او بیست سال از عمر ورزشی خود را در باشگاه الهلال عربستان به بازی برای این تیم پرداخت و تنها برای مدت کمتر از یک سال در فصل ۲۰۰۰–۲۰۰۱، به صورت قرضی به تیم ولورهمپتون واندررز انگلستان پیوست.
او اولین گل ملی خود را در ۱۱ سپتامبر ۱۹۹۲ به تیم سوریه زد.
بازی خداحافظی او از باشگاه الهلال و دوره بازیگری فوتبال در سال ۲۰۱۰، در مقابل تیم منچستر یونایتد انگلستان برگزار شد که این بازی با نتیجه سه بر دو به نفع الهلال، با یک گل او به پایان رسید.